# Miguel Chamosa
Miguel Chamosa Martín (Pontevedra, 1952) es cirujano plástico español. Reconocido internacionalmente por su innovación en las técnicas de liposucción y lipectomía, ha sido presidente de la Sociedad Española de Cirugía Plástica (SECPRE) y miembro fundador de la European Association of Societies of Aesthetic Plastic Surgery  (EASAPS). A lo largo de su carrera médica ha recibido diversos reconocimientos internacionales, destacando el Premio Doctor David Livingstone (1999).

## Biografía
Nacido en Marín (Pontevedra) su padre, Ovidio Chamosa Sarandeses, fue presidente de la Audiencia Provincial de Orense. Estudió la carrera de medicina en la Universidad de Santiago de Compostela (1969-1974) y tras el servicio militar en el Hospital militar de Ceuta, realizó el MIR en el Hospital Universitario La Paz de Madrid, especializándose en Cirugía Plástica, Reconstructiva, Reparadora y Estética. En 1980 logró por oposición la plaza de Cirugía Plástica del Hospital Virgen del Rocío y en 1981 la plaza de médico adjunto del Hospital Universitario Infantil Niño Jesús ejerciendo durante 10 años de cirujano plástico e interviniendo en tumores, quemaduras y malformaciones congénitas de los niños hospitalizados. En 1981 se doctoró en la Universidad Santiago de Compostela, mediante la tesis doctoral “Estudio Anatómico y Funcional de la Movilidad del Pulgar. Tratamiento Quirúrgico de sus Parálisis".
Tras su paso por el Hospital Ruber de Madrid fundó su propia clínica en 1982 dedicándose desde entonces a la práctica privada.  A lo largo de su carrera profesional ha ejercido diversos cargos de responsabilidad en las principales asociaciones médicas de cirugía plástica y estética, siendo un referente del sector ante el intrusismo de otros profesionales.  En la Sociedad Española de Cirugía Plástica (SECPRE) ha sido tesorero, vocal de la Junta Directiva, presidente (2013-14) y presidente de la Fundación docente. En la  Asociación Española de Cirugía Estética (AECEP) ha sido secretario general, vicepresidente y tesorero. También ha sido secretario nacional de la International Society of Aesthetic Plastic Surgery (ISAPS).
Como docente ha participado como profesor invitado en  Belgrado 2001, Valladolid 2002, Montenegro 2005, Río de Janeiro y Buenos Aires 2006, Burdeos y Valencia 2007, Melbourne y Beirut 2008, Lisboa 2.009, Bombay (India), Panamá, Uzbekistán, Guadalajara (Méjico), y Beirut 2.010.
También ha sido Profesor de la Escuela de Enfermería Hospital Santa Cristina Madrid 1987-88, y en el Curso Monográfico del Doctorado de la Universidad Autónoma de Madrid 1987. 
Tras las numerosas intervenciones de una carrera como cirujano iniciada en 1981, distingue entre la cirugía plástica que es reconstructiva (tras un accidente o malformación) y la cirugía estética que se emplea para mejorar el aspecto del paciente. En ambos casos aboga por la responsabilidad ética del cirujano, la máxima información y la transparencia ante los pacientes.

## Investigación y Desarrollo
Entre las innovaciones que ha aportado a la Cirugía Plástica se encuentra la técnica de la liposucción de rodillas y tobillos. Realizada por primera vez en 1979 por el doctor  Yves-Gérard Illouz, la técnica innovadora de Chamosa fue reconocida por la Sociedad Americana de Cirugía Plástica, quien confirmó su trabajo como método capaz de evitar la forma cilíndrica de las piernas, típica de las liposucciones circunferenciales en rodillas y tobillos. Ello también le valió la concesión del Premio Dr. Livingstone 1999 otorgado por la International Society of Aesthetic Plastic Surgery (ISAPS). 
Entre otras innovaciones que ha aportado a la cirugía se encuentran aquellas en el sector de la liposucción y la remodelación corporal:
- tratamiento quirúrgico para la lipodistrodia en el tobillo mediante la liposucción de las cuatro facetas que caracterizan su anatomía, succionando el exceso adiposo como si fuera un prisma romboidal.[7]
- liposucción facetada de los excedentes grasos de  la liposucción clásica de la rodilla, para evitar la forma de columna y mantener su forma poliédrica.[8]
- liposucción de la región Ilio-lumbosacra como método alternativo a la lipectomía del glúteo, para conseguir el lifting óptico de la zona glútea, evitando la cicatriz.[9]
- solución a las irregularidades de la lipectomía circunferencial clásica en la cara interna de los brazos, mediante la liposucción de la cara externa y la lipotransferencia de grasa autóloga en los hombros.[10]

## Publicaciones científicas
Entre las publicaciones científicas destacan:
- Chamosa, M., Murillo, J., & Vázquez, T. (2005). Lipectomy of arms and lipograft of shoulders balance the upper body contour. Aesthetic plastic surgery, 29(6), 567-570.
- Chamosa, M. (1997). Suction lipectomy of the ankle area. Plastic and reconstructive surgery, 100(4), 1047-1052.
- Martín, M. C. (1996). Comprehensive liposuction of lower limbs: Basic concepts. Aesthetic plastic surgery, 20(1), 49-52.
- Chamosa, Miguel. (1997). Liposuction of the Kneecap Area. Plastic and reconstructive surgery 99. 1433-6; discussion 1437. 10.1097/00006534-199704001-00038.
- Chamosa, M. (1997). Treatment of the before and after images in aesthetic surgery. Aesthetic plastic surgery, 21(1), 52-54.
- Chamosa, Miguel. (2002). Pseudocorrection of Deviated Orthostatic Axes on Lipodystrophic Legs. Aesthetic plastic surgery. 26. 493-7. 10.1007/s00266-002-1017-y.

- Chamosa, Miguel (2004) Lipectomy of the Ilio-Lumbosacral Region, Plastic and Reconstructive Surgery: January 2004 - Volume 113 - Issue 1 - p 419-424
- Chamosa, M., Murillo, J. & Vázquez, T. (2005) Lipectomy of Arms and Lipograft of Shoulders Balance the Upper Body Contour. Aesth Plast Surg 29, 567–570 .

## Reconocimientos
- Premio de la Real Academia de la Medicina y Cirugía de Cádiz 2004. In memoriam Prof. Orozco Acuaviva”.
- Premio Doctor David Livingstone 1999, al mejor trabajo en Cirugía Estética, concedido bianualmente por la International Society of Aesthetic Plastic Surgery ISAPS, en República Sudafricana.
- Premio Ibero latinoamericano de Residentes en Cirugía Plástica 1980.Denominado Premio Prof. Ortiz Monasterio, concedido por la FILACP, Valencia.
- Premio Nacional de Médicos Residentes en Cirugía Plástica 1979. Denominado Premio Mir y Mir, concedido por la SECPRE, Sevilla.